# Gymnadenia frivaldii
Gymnadenia frivaldii là một loài thực vật có hoa trong họ Lan. Loài này được Hampe ex Griseb. mô tả khoa học đầu tiên năm 1846.